# (5611) 1943 DL
(5611) 1943 DL es un asteroide perteneciente al cinturón de asteroides, descubierto el 26 de febrero de 1943 por Liisi Oterma desde el Observatorio de Iso-Heikkilä, en Turku, Finlandia.

## Designación y nombre
Designado provisionalmente como 1943 DL.

## Características orbitales
(5611) 1943 DL está situado a una distancia media de 2,596 ua, pudiendo acercarse un máximo de 2,943 ua y acercarse un máximo de 2,2499 ua. Su excentricidad es de 0,133. 

## Características físicas
Este asteroide tiene una magnitud absoluta de 12,8.